# Осезаем потребителски интерфейс
Осезаем потребителски интерфейс (ОПИ) (на английски: Tangible User Interface, TUI), е разновидност на потребителски интерфейс, в който елементите на интерфейса са вградени във физичната среда, заобикаляща потребителя. Основната идея на ОПИ е да се даде физична форма на цифрова информация. 

## Приложения
Осезаемите потребителски интерфейси намират приложение в следните сфери: 
1. ОПИ за учене
2. ОПИ за плануване и решаване на проблеми
3. визуализиране на информация
4. осезаемо програмиране (tangible programming)
5. (образователни) развлечения и игри
6. музика
7. социална комуникация
8. осезаеми напомняния и тагове